# Elaeocarpus reticulatus
El  Elaeocarpus reticulatus, también conocido como elaeocarpo o fresno arándano es un gran arbusto, o un árbol que crece hasta 15m de alto.

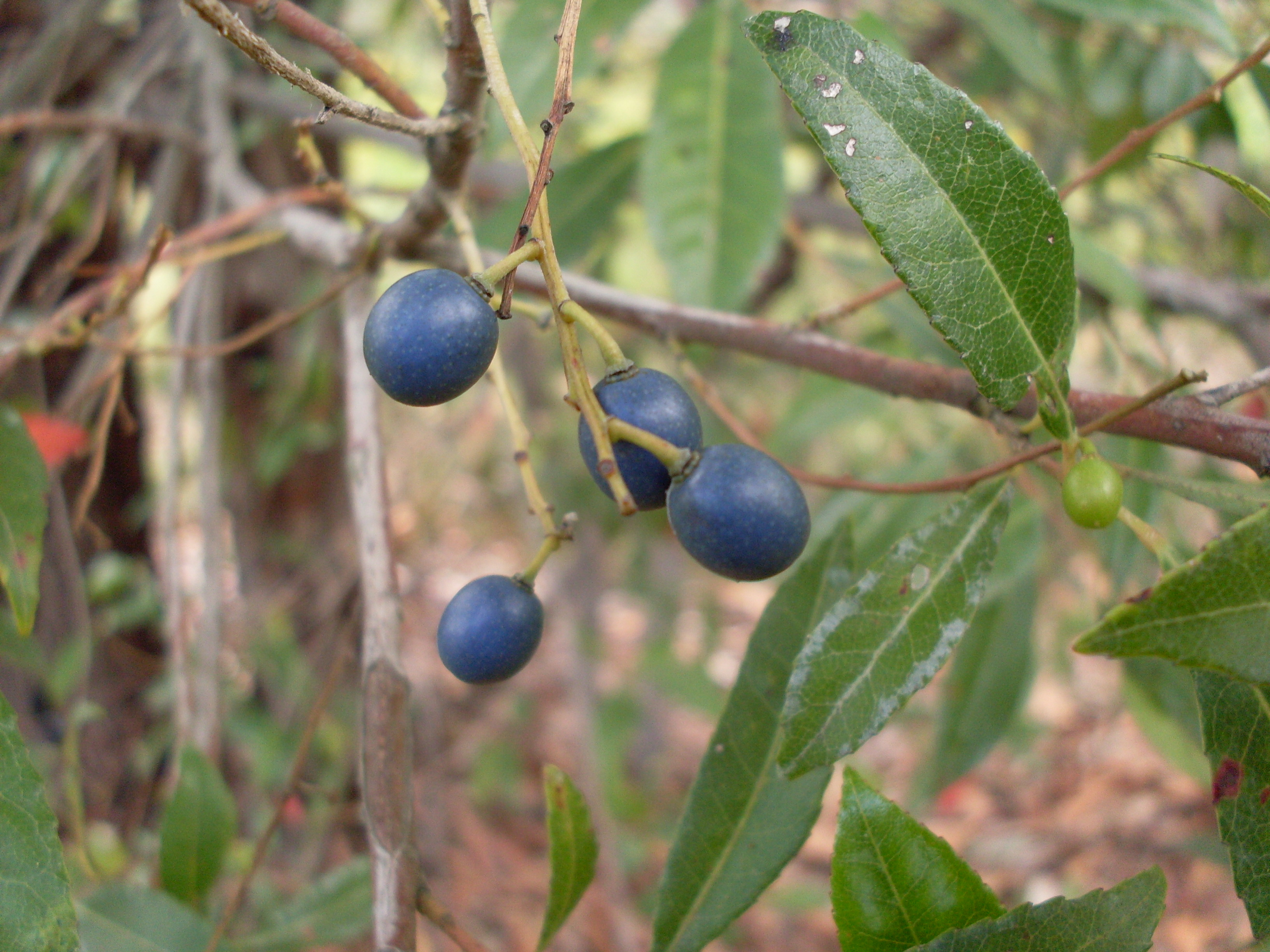
Frutos

## Descripción
Sus características más conspicuas son las flores rosas en forma de copas con los bordes orlados y frutos redondos azules, de pulpa comestible. En términos estrictamente botánicos, sus frutos no son bayas sino drupas. El fresno arándano también tiene hojas las cuales se vuelven rojas brillantes conforme maduran.
Es una planta resistente, y crece en el este de Australia bajo una variedad de condiciones. Se le encuentra desde los bosques templados húmedos hasta el clima más seco del sureste de Australia (donde sus hojas son más duras por ejemplo). En Nueva Gales del Sur crece en áreas húmedas tales como barrancos y alrededor de cursos de agua y también en los altos bosques de Eucalyptus y matorral arenoso costero.

## Usos
La fruta es comestible, la piel exterior y mesocarpio (capa interior suave de la fruta), excluyendo la semilla, es segura para comer, aunque su semilla dura (al igual que con la especie Elaeocarpus angustifolius) constituye la mayor parte del diámetro de la fruta. 
Su fruta se utiliza en la cocina aborigen australiana en preparaciones tales como el té  Bush Tucker, y actualmente en la fabricación de mermeladas y otras preparaciones culinarias, y en la comida bush food.

## Taxonomía
Elaeocarpus reticulatus fue descrita por James Edward Smith  y publicado en The cyclopædia; or, Universal dictionary of arts, sciences, and literature 12: 6. 1809.
Sinonimia
- Elaeocarpus cyaneus Sims
- Elaeocarpus cyaneus var. carneus Guilf.
- Elaeocarpus reticulatus var. longifolius Domin
- Monocera cyanea Hassk.
- Monocera reticulata (Sm.) Endl.
- Perinka reticulata Raf. basónimo[3]